# Radu-Cătălin Mardare
Radu-Cătălin Mardare (n. 29 noiembrie 1959) este un fost senator român în legislatura 2004-2008 ales în județul Bacău pe listele PSD și reales în 2008 din partea Alianței PSD+PC.
În legislatura 2004-2008, Mardare a fost membru în grupurile parlamentare de prietenie cu Republica Cehă, Republica Slovenia, Republica Finlanda, Muntenegru și Republica Panama. Mardare a fost membru în comisia pentru buget, finanțe, activitate bancară și piață de capital (din feb. 2008), în comisia pentru politică externă (din dec. 2007) și în comisia pentru buget, finanțe, activitate bancară și piață de capital (până în dec. 2007). În legislatura 2004-2008, Mardare a inițiat 12 propuneri legislative, din care 2 au fost promulgate legi.
În legislatura 2008-2012, Mardare a fost membru în grupurile parlamentare de prietenie cu Republica Coreea, Japonia și India. Mardare a fost membru în comisia pentru politică externă - secretar, în comisia pentru afaceri europene (din mar. 2011) și în comisia pentru buget, finanțe, activitate bancară și piață de capital (până în mar. 2011). În legislatura 2008-2012, Mardare a inițiat 34 de propuneri legislative, din care 3 au fost promulgate legi.
În 2014, Mardare a fost numit consul general al României la Sevilla, Spania.